# Ловци на натприродно (1. сезона)
Прва сезона серије Ловци на натприродно, америчке фантастичне телевизијске серије аутора Ерика Крипкеа, емитована је од 13. септембра 2005. до 4. маја 2006. године, с укупно 22. епизоде. Фокусира се на браћу Сема и Дина Винчестера док траже свог оца Џона, који је на трагу демона који је убио њихову мајку и Семову девојку. Током свог путовања, браћа користе очев дневник како би наставили породични посао — спасавају људе и лове натприродна створења. Главне улоге глуме Џаред Падалеки као Сем и Џенсен Аклс као Дин, док Џефри Дин Морган глуми њиховог оца Џона, а Ники Ејкокс демона Мег Мастерс. Једина је сезона која је емитована на The WB-у, док су све накнадне сезоне емитоване на The CW-у, заједничком подухвату The WB-а и UPN-а. У Србији је објављена 8. марта 2022. на HBO Max-у. До 2019. Ловци на натприродно су једина серија која је настављена с The WB-а, као и најдуговечнија серија икада емитована на мрежи, с преко 300 епизода.
Првих шеснаест епизода сезоне емитовано је уторком у 21 час у САД, након чега је серија померена за четвртак. Свеукупно, сезона је у просеку имала око 3,81 милиона гледалаца у САД. Добила је бројне номинације за награде, а међу њима и две награде Еми за ударне термине за рад на пилот епизоди. Док се неким критичарима није допао углавном антологијски формат, други су похвалили серију због емотивних тренутака и приметили братску хемију између главних глумаца.

## Улоге

### Главне
- Џаред Падалеки као Сем Винчестер
- Џенсен Аклс као Дин Винчестер

### Гостујуће
- Џефри Дин Морган као Џон Винчестер
- Ники Ејкокс као Мег Мастерс
- Фредрик Лене као Азазел
- Ејдријен Палики као Џесика Мур
- Саманта Смит као Мери Винчестер
- Себастијан Спенс као Том
- Џим Бивер као Боби Сингер
- Лорета Девајн као Мисури Мозли
- А. Џ. Бакли као Ед Зедмор
- Травис Вестер као Хари Спанглер
- Тејлор Кол као Сара Блејк
- Олден Еренрајх као Бен Колинс
- Ејми Акер као Андреа Бар
- Џејми Реј Џуман као Аманда Вокер
- Мегалин Ечикунвоке као Кеси Робинсон
- Кетлин Нун као Одри Робинсон
- Кори Монтит као Гари
- Кристина Шателен као Џени
- Сара Шахи као Констанс Велч

## Епизоде
У овој табели, број у првој колони се односи на број епизоде у целој серији, док број у другој колони означава број епизоде у овој сезони. „Гледаност у САД (милиони)” се односи на то колико је Американаца гледало премијеру епизоде или на дан емитовања.
| Бр. еп. (укупно) | Бр. еп. (у сезони) | Српски наслов Изворни наслов | Редитељ              | Сценариста                                                           | Премијера                         | Прод. код | Гледаност у САД (милиони) |
| ---------------- | ------------------ | ---------------------------- | -------------------- | -------------------------------------------------------------------- | --------------------------------- | --------- | ------------------------- |
| 1                | 1                  | Пилот                        | Дејвид Натер         | Ерик Крипке                                                          | 13. септембар 2005. 8. март 2022. |           | 5,69                      |
| 2                | 2                  | Вендиго                      | Дејвид Натер         | Story by : Рон Милбауер и Тери Хјуз Бертон Teleplay by : Ерик Крипке | 20. септембар 2005. 8. март 2022. |           | 5,01                      |
| 3                | 3                  | Мртвац у води                | Ким Менерс           | Сера Гамбл и Раел Такер                                              | 27. септембар 2005. 8. март 2022. |           | 5,01                      |
| 4                | 4                  | Фантомски путник             | Роберт Сингер        | Ричард Хатем                                                         | 4. октобар 2005. 8. март 2022.    |           | 5,40                      |
| 5                | 5                  | Крвава Мери                  | Питер Елис           | Story by : Ерик Крипке Teleplay by : Рон Милбауер и Тери Хјуз Бертон | 11. октобар 2005. 8. март 2022.   |           | 5,50                      |
| 6                | 6                  | Кожа                         | Роберт Данкан Макнил | Џон Шибан                                                            | 18. октобар 2005. 8. март 2022.   |           | 5,00                      |
| 7                | 7                  | Човек-кука                   | Дејвид Џексон        | Џон Шибан                                                            | 25. октобар 2005. 8. март 2022.   |           | 5,08                      |
| 8                | 8                  | Бубе                         | Ким Менерс           | Рејчел Нејв и Бил Коукли                                             | 8. новембар 2005. 8. март 2022.   |           | 4.47                      |
| 9                | 9                  | Дом                          | Кен Ђироти           | Ерик Крипке                                                          | 15. новембар 2005. 8. март 2022.  |           | 4,21                      |
| 10               | 10                 | Лудница                      | Гај Би               | Ричард Хатем                                                         | 22. новембар 2005. 8. март 2022.  |           | 5,38                      |
| 11               | 11                 | Страшило                     | Ким Менерс           | Story by : Патрик Шон Смит Teleplay by : Џон Шибан                   | 10. јануар 2006. 8. март 2022.    |           | 4,23                      |
| 12               | 12                 | Вера                         | Алан Крукер          | Сера Гамбл и Раел Такер                                              | 17. јануар 2006. 8. март 2022.    |           | 3,86                      |
| 13               | 13                 | Рута 666                     | Пол Шапиро           | Јуџини Рос-Леминг и Бред Бакнер                                      | 31. јануар 2006. 8. март 2022.    |           | 5,82                      |
| 14               | 14                 | Ноћна мора                   | Фил Сгрича           | Сера Гамбл и Раел Такер                                              | 7. фебруар 2006. 8. март 2022.    |           | 4,27                      |
| 15               | 15                 | Бендери                      | Питер Елис           | Џон Шибан                                                            | 14. фебруар 2006. 8. март 2022.   |           | 3,96                      |
| 16               | 16                 | Сенка                        | Ким Менерс           | Ерик Крипке                                                          | 28. фебруар 2006. 8. март 2022.   |           | 4,22                      |
| 17               | 17                 | Кућа из пакла                | Крис Лонг            | Треј Калавеј                                                         | 30. март 2006. 8. март 2022.      |           | 3,76                      |
| 18               | 18                 | Нешто злочесто               | Витни Рансик         | Данијел Кнауф                                                        | 6. април 2006. 8. март 2022.      |           | 3,67                      |
| 19               | 19                 | Порекло                      | Фил Сгрича           | Дејвид Ерман                                                         | 13. април 2006. 8. март 2022.     |           | 3,62                      |
| 20               | 20                 | Мртвачева крв                | Тони Вормби          | Кетрин Хамфрис и Џон Шибан                                           | 20. април 2006. 8. март 2022.     |           | 3,99                      |
| 21               | 21                 | Спасење                      | Роберт Сингер        | Сера Гамбл и Раел Такер                                              | 27. април 2006. 8. март 2022.     |           | 3,26                      |
| 22               | 22                 | Ђавоља замка                 | Ким Менерс           | Ерик Крипке                                                          | 4. мај 2006. 8. март 2022.        |           | 3,99                      |

## Продукција

### Сценарио
Митологија прве сезоне углавном прати Семову и Динову потрагу за њиховим несталим оцем. Аутор серије Ерик Крипке сажео је ову причу као само „пронађи тату”, коју је сматрао „једноставном”, „емоционалном” и „чистом”. Међутим, сматрао је да су самозакључене епизоде — независне приче које се завршавају на крају сваке епизоде и мало додају свеобухватним причама — биле „погодак или промашај”. Пошто се првих десет епизода састоји од самозакључних прича, митологија серије почиње тек у једанаестој епизоди, „Страшило”. Ова епизода представља демона Мег Мастерс, коју је извршни продуцент Ким Менерс сматрао „очајнички потребном”. Иако нису били сигурни у ком тачно правцу да одведу лик, сценаристи су намеравали да Мег буде антагониста Винчестера током читаве њене приче. Митологија серије се пред крај проширује пиштољем колт који убија демоне, дајући тему „модерног америчког вестерна” коју су продуценти тражили.
| „                                                | Не можете само да држите крст и очекујете да се вампир згрчи — то није стварно. Све класичне приче које људи знају о вампирима су погрешне, тако да нам је то дало прилику да поставимо сопствену заставу и створимо своје створење. | ” |
| —Крипке о одступању серије од класичног фолклора | |   |

Иако су седмични противници Винчестера често били темељени на урбаним легендама, сценаристи су покушали да направе сопствени преокрет приче за сваку епизоду. На пример, Крипке је комбиновао познату урбану легенду о несталом аутостоперу са мексичком легендом о Ла Љорони да би духу дао више мотивације и карактеризације у пилоту. Епизода „Човек-кука”, међутим, садржи три или четири елемента из бројних варијација легенде о Човек-куки. Он је одбегли ментални болесник у традиционалном миту, али су сценаристи за потребе серије одлучили да га учине духом убице с куком. Такође су додали елемент полтергајста тако што су га повезали с конфликтним емоцијама гостујуће улоге — девојка носи крст направљен од његове истопљене куке. Уместо да се фокусирају на модерне интерпретације, Крипке и коизвршни продуцент Џон Шибан одлучили су да вампири из серије буду привржени оригиналним легендама. Вампири су добили очњаке које могу увући — инспирисани зубима ајкула — док нису осетљиви на сунчеву светлост или распеће. Крипке је лично додао чињеницу да би вампири ослабили ако би им дали крв мртваца.
Други аспекти су израсли из основних концепата или идеја. За епизоду „Кожа”, сценариста Шибан је сматрао да негативац који мења облик мора да се промени у једног од главних ликова. Одабрани лик био је Дин, а сценаристи су одлучили да на крају епизоде не уклоне његово име за покушај убиства. Иако су се у почетку плашили да ће расписана потерница за једним од главних ликова касније уништити серију, сценаристи су на крају осетили да је то „одличан додатни слој”, отварајући нове потенцијалне приче и ликове. Динова репутација се поново јавља у епизоди „Бендери”, а касније и у другој и трећој сезони. Још један елемент који ће утицати на будуће епизоде појавио се у епизоди „Човек-кука” када су сценаристи Милбауер и Бертон схватили да сачмарице испаљују со, слабост за духове. Крипке је ово сматрао „савршеном комбинацијом окултног елемента”, јер је спојио „фолклорни репелент зла” са „аспектом плавог овратника сачмарица”. Касније је епизода „Лудница” учинила гвожђе још једним оружје против духова. „Вера”, с друге стране, проистиче из питања да ли је заиста погрешно лечити добре људе од њихових болести по цену живота странаца. Крипке је приметио: „[Лејла] је заиста сјајна девојка и она заслужује да живи, а неки странац за кога и не знаш да ће умрети... и можда је то вредно тога.” Жетеоци нису били у оригиналном сценарију епизоде, али су додати касније да би се сценаристима пружила шанса да креирају „страшне” секвенце и објасне способност исцелитеља вером. Пошто су сценаристи сматрали да је традиционални изглед Жетеоца — са капуљачом и српом — другокласан, на крају су га створили да изгледа као „најсмежуранији старац којег сте икада могли замислити”.
Иако негативац из епизоде „Кућа из пакла” има натприродно порекло, основа приче долази из ситуације коју је сценариста Треј Калавеј доживео као дете; он и његови пријатељи су направили лажну сцену убиства у напуштеној штали, а затим убедили своје пријатеље да су се тамо дешавала убиства. Деца су често одлазила како би плашили једни друге, а једна девојчица је побегла и сломила ногу након што је умислила да је видела духа. Људски антагонисти у епизоди „Бендери” су, међутим, били потпуно лишени натприродних елемената. Шибан је ову одлуку донео не само да би изненадио публику, већ и да би се Винчестери суочили са нечим са чиме се никада раније нису сусрели. За епизоду „Ноћна мора”, Такер је покушао да створи лик Макса симпатичним, а због тога је имао потешкоћа да одлучи како да заврши епизоду. Сценаристи су на крају одлучили да се Макс убије како би га спречили да нанесе још штете.
На почетку серије, Крипке није желео да прикаже вампире због њихове припадности серији Бафи, убица вампира. Хтео је да серија Ловци на натприродно има свој идентитет, али му је касније прихватио тему вампира. Сценаристи су намеравали да вампирска епизода „Крв мртваца” буде самозакључна епизода, али Крипкеово увођење колта их је везало за финалне две епизоде сезоне. Овај додатак одговарао је сценаристима претпоследње епизоде „Спасење” јер је колт дао браћи начин да се боре са Мег и такође јој дао разлог да убије пријатеље Винчестера. Гемблова и Такерова су написале радњу епизоде јер су сматрале да би Крипке дозволио укључивање вампира само ако умру. Када сценаристи нису могли да смисле шта би Винчестери могли да раде док је Мег на слободи, поделили су епизоду на две приче; Џон би кренуо за Мег док браћа штите другу породицу од Азазела. Такерова је сматрала да је ово отворило „све остале емотивне ствари са момцима”, као и да је „вратило све теме серије и повезало сезону у леп велики лук”. Слично томе, Крипке је веровао да морало десити то да је Џон опседнут од стране Азазела у епизоди „Ђавоља замка”, пошто је завршило две главне приче сезоне — проналажење њиховог оца и хватање демона — у исто време, али су оба лика у једном телу.

### Утицаји популарне културе
Док су натприродне и урбане легенде инспирисале многе епизоде, неки аспекти приче су били под утицајем популарне културе. Инспирација за појаву Вендига у епизоди „Вендиго” дошла је од створења приказаног у музичком споту за песму Aphex Twin, „Come to Daddy”. Људске карактеристике су додате дизајну због Вендиговог људског порекла, а створење је добило могућност да опонаша људске гласове како би створило „језиви ефекат”. Међутим, Крипке није био задовољан коначним изгледом Вендига, сматрајући га „Голумовим високим, незграпним рођаком”. Због тога се створење не види током већег дела епизоде. За сцене промене обличја у епизоди „Кожа“, Крипке је изабрао да заснује трансформацију на оној из филма Амерички вукодлак у Лондону, користећи протетику и шминку уместо CGI-ја. Самара из филма Круг је утицала на насловног негативца у епиоду „Крвава Мери”, иако је Крипке сматрао да је на крају изгледала превише слична лику због њеног језивог изгледа и употребе убрзања слике да би се створио ефекат манипулације временом. С друге стране, супервизор визуелних ефеката Иван Хејден сматра да је то више био омаж.

### Снимање
Иако је пилот снимљен у Лос Анђелесу, снимање остатка сезоне одвијало се у Ванкуверу. Локалне знаменитости су често служиле као локације за снимање, при чему се велики део епизоде „Мртвац у води” одвија на језеру Банцен, а врхунац епизоде „Вендиго” се дешава у руднику Британија Бич. Исто тако, болница Ривервју је служила као ментална установа у епизоди „Лудница”. Иако је продукција понекад користила сетове из других телевизијских серија — епизода „Бендери” је користила претходно изграђени западни град, док је складиште на поткровљу из епизоде „Сенке” настао за потребе серије Прави позив — већина епизода обично захтева изградњу нових сетова услед сталне промене дешавања. Продукцијски тим је, међутим, направио вишекратну употребу у облику мотелских соба које посећују Винчестери. Свака епизода представља другачију тему како би се прикрила поновљена употреба мотелске собе, користећи различите боје, прекриваче и завесе. Епизода „Порекло”, на пример, приказала је мотелску собу са темом дискотеке.

### Музика
Углавном синтетизовану оркестарску партитуру сезоне компоновали су Кристофер Ленерц и Џеј Груска. Пар покушава да заснује музику на визуелном приказу сваке епизоде, при чему је око трећине партитуре сваке епизоде написана за легенду о натприродном. На пример, снимци ван угла у епизоди „Мртвац у води” су праћени понављајућим и нескладним нотама. Такође, изговорене речи као што су „вода” и „умри” су праћене нижим тоном јер је Ленерц осетио да ствара „кљуштен” звук воде. Електрично виолончело и дрвени дувачки инструменти помогли су да се створи велики емоционални тон у епизоди „Дом”, при чему је Ленерц осећао да је последња сцена „постала веома филмски музички тренутак”. Како би се уклопио у амбијент епизоде „Лудница”, Груска је музику направио веома суптилно; Ленерц је осећао да је она „језива и пузава” као „змија која се шуња по земљи”. Насупрот томе, Ленерц је уклопио тему путујућих јеванђелиста у епизоди „Вера” користећи мали клавир са 76 типки који је био оштећен и мало неусклађен. Закачио је мале предмете као што су новчићи и спајалице за кључеве како би створио звецкајућу буку, чинећи да клавир делује „старо и застрашујуће”. Ленерц је затим пуштао „блуз и госпел музику” током сцена проповеди у којима су учествовали Жетеоци. Пошто је осећао да у епизоди постоји и „вибрација продавца змијског уља”, додао је јерменски дудук због његове повезаности са призивањем змија. С друге стране, музика у епизоди „Кућа из пакла” имала је много светлији тон како би се поклопио са хумором епизоде. На пример, музика за сцене које укључују „професионалне” ловце на духове користила је удараљке да би мало опонашала музику из серије Немогућа мисија.
| „                                    | Када је кадар на момцима, веома смо мелодични. Али када је страшно, онда постајемо Елиот Голдентал! То је тај менталитет који [нас] мало потуче и учини уплашенима. То вам даје неку врсту јин-јанг ствари. | ” |
| —Ленерц о контрастној музици серије. | |   |

Међутим, споредне улоге често имају одређене музичке теме везане за њих. За пилот епизоду, Ленерц је користио клавирски соло са нескладним нотама и одјеком да би створио „заиста гадан” ефекат еха за сцене које укључују Мерину и Џесикину смрт које је проузроковао демон Азазел. Ленерц је вратио овај звук за потребе епизоде „Ноћна мора”, као и када Сем схвати за везу са демоном и Максом. Епизода „Мртвац у води” је прва која је користила оно што Крипке назива „винчестерском емоцијом”, која укључује тужне и одјекујуће клавирске ноте на врху жица. Песма је присутна када браћа успоставе везе са другим ликовима. Такође, постоје варијанте гитаре која се користи као „шаљива тема браће” у многим епизодама, као што су „Пилот” и „Кућа из пакла”, када се браћа забављају. Пошто је Груска написао тему Мег Мастерс за „Страшило”, Ленерц је музику поново употребио у епизоди „Сенка”, али је „подигао страшнан део” да би имплицирао гледаоцима да је она и „важнија и ђаволскија” од осталих створења у епизода. За претпоследњу епизоду „Спасење”, Ленерц је уградио музичке елементе који се користе током целе сезоне.
Поред сопствене музике, серија користи рок песме, а већина је одабрана из Крипкеове приватне колекције. У првој сезони се чују песме група као што су: AC/DC, Blue Öyster Cult, Creedence Clearwater Revival, Lynyrd Skynyrd и Bad Company. Рок песме се такође обично појављују на почетку одабраних епизода које рекапитулирају претходне догађаје. Ово је први пут урађено у епизоди „Спасење”, у којој је цела сезона сажета уз песму „Carry On Wayward Son” групе Kansas, са следећом епизодом — финалом сезоне — која је користила „Fight the Good Fight” групе Triumph.

### Ефекти
Да би се приказали натприродни аспекти серије, користе се визуелне, специјалне и ефекти шпинке, као и вратоломије. Док су различита предузећа била уговорена за продукцију пилот епизоде у Лос Анђелесу, наредне епизоде које су снимане у Ванкуверу захтевале су ангажовање нове екипе. Предузеће Entity FX извело је визуелне ефекте за пилот епизоду, а Иван Хејден је преузео дужност супервизора визуелних ефеката до краја сезоне. Од екипе се захтевало да дизајнира све спољашње снимке авиона у епизоди „Фантомски путник” од нуле користећи . Такође, створили су ефекат манипулације временом за насловног негативца у епизоди „Крвава Мери” тако што су променили брзину снимања кадрова камере. Ренди Шимкив је деловао као супервизор специјалних ефеката, а одељење је сматрало да је епизода „Лудница” прави изазов јер се у једној сцени осветнички дух претворио у прашину. Направили су одливе торза и руку лика и морали су да пронађу савршену мешавину како би одливи остали чврсти, али се распали када је то било потребно.
Одељење визуелних и специјалних ефеката се често преклапа, као на пример у сцени смрти Мери Винчестер у пилот епизоди. Пошто је лик прикован за плафон и изгорео на смрт, глумица Саманта Смит је морала да лежи на поду са две пропанске цеви које избијају ватру отприлике пет стопа од ње са обе стране. За стварно спаљивање лика, тело од папир-машеа је запаљено на лажном плафону. Када спаљивање насловног створења у епизоди „Вендиго” није било довољно коришћењем специјалних ефеката, манекен са жичаним оквиром умотан у челичну вуну је затим спаљен, а сцена је састављена у оригинални снимак како би се приказала Вендигова смрт. Да би изгледало да је Човек-кука невидљив док струже куком по зиду за једну од сцена у епизоди „Човек-кука”, жица је стављена унутар гипсаних зидова, а затим извучена; жица је касније дигитално уклоњена у постпродукцији. У епизоди „Бубе”, глумци су морали да буду затворени у малом простору са стотинама пчела и убодени упркос томе што су носили посебне костиме са манжетнама ушивеним у рукаве и панталоне. Међутим, пчеле се нису добро показале на камери, па је већина њих која се појављује у финалној верзији додата користећи .
Поред дигиталних ефеката, серија има и каскадере. Лу Боло је преузео дужност координатора каскадера након пилот епизоде, а велике сцене су често укључивале глумце, иако су се у одређеним тренуцима користили каскадери. За последњу сцену на језеру у епизоди „Мртвац у води”, у којој Дин мора да спасе дечака након што га је осветнички дух повукао под воду, Џенсен Аклс је морао да придржи младог глумца док га рониоци вукли. Глумац који је глумио осветољубивог духа морао је да носи ронилачко одело испод свог костима због дужег временског периода који је морао да проведе у језеру. Аклс и Џаред Падалеки извели су већину сцене борбе приказане у епизоди „Кожа” и требало им је само четири сата да науче кореографију борбе. Међутим, за сцене у којима се бацају у полице за књиге и кроз сточић за кафу доведени су каскадери. За епизоду „Сенка“, уместо да се снима на спољашњој локацији за сцену избацивања Мег Мастерс кроз прозор на улицу, одлучено је да се не прикаже удар, већ да Винчестери погледају доле у њено тело након пада. Тако је било дозвољено да се снимање одвија у студију уз помоћ двојника.
Током снимања, различите сцене користе сва три одељења ефеката. За сцене у којима лебдећи, ватрени дух Мери Винчестер у епизоди „Дом”, мали и витки каскадер у ватрогасном оделу је запаљен и подигнут у ваздух на жицама. За прелазак духа у Мерин нормалан облик, Смит је стајао испред црне позадине са ветром који је дувао на њу, а две сцене су касније комбиноване у постпродукцији. Многи аспекти били су део снимања сцене несреће у финалој епизоди „Ђавоља замка”. За унутрашње сцене коришћене у првим тренуцима удара аутомобила, Џефри Дин Морган, Падалеки и Аклс су морали да седе унутра, док је аутомобил био испред плавог екрана. Лист лексана постављен веома близу прозора на страни сувозача како би штитио глумце док би прозор био разбијен, а истовремено су топови испод оквира разносили комаде гуменог стакла како би се створио приказ прозора који је експлодирао на њих. За сцене стварног удеса, аутомобил и камион су спојени чекрком и одвезени један према другом. Намера је била да камион избаци аутомобил у ваздух на месту судара, што би довело до тога да се он откотрља док се камион удаљава. Међутим, аутомобил се заглавио у бранику камиона, због чега је топ отказао и камион измакао контроли. Камион је почео да удара ножем, али га је каскадер који га је возио спасао да се не преврне. Грешка је на крају била корисна за сцену, јер су Крипке и редитељ Менерс открили да изгледа „прилично стварно”.

## Пријем
Након што су прве четири епизоде серије емитоване 2005. године, The WB је одлучио да купи целу серију од 22 епизоде. Током првих епизода, серија је била на трећем месту међу мушкарцима старости 18—34 и 12—34 године. Такође је забележила пораст од 73% код мушкараца узраста 18—49 година у односу на претходну годину, иако је добила само 4% у укупном броју гледалаца и задржала 91% гледалаца од своје уводне серије, Гилморове. Прва сезона серије је у просеку имала око 3,81 милиона гледалаца у САД. Према речима главног наредника Кевина Вајза, војника специјалних снага, на конвенцији серије из 2007. године, DVD-ови које је највише тражило особље оружаних снага у Ираку и Авганистану биле су прве две сезоне серије.
На Metacritic-у, сезона је добила 59 од 100 на основу 22 критике, што указује на „мешовите или просечне критике”. Агрегатор рецензија Rotten Tomatoes пријавио је оцену одобравања од 87% са просечном оценом од 7,32/10 на основу 31 рецензије. Консензус веб-сајта гласи: „Упркос неким превише модерним дијалогом и познатим тематским елементима, браћа из серије успевају да изазову неке легитимне страхове.”
Танер Странски из Entertainment Weekly-ја дао је првој сезони оцену B, рекавши да се серија „долази као седмична серија хорор филмова“, али да „додају креду серији '67 Chevy Impala у којој момци тутњају и разваљују са својим саундтреком”. Том Ђијалато из People Weekly-а уврстио је серију на пето место на листи најбољих ТВ серија 2005. године. Питер Шорн из IGN-а дао је сезони оцену 7 од 10. Иако је сматрао да су самозакључене епизоде представљају „пролазну забаву”, уживао је у причама који су представљене касније у сезони. Шорн је такође оценио да је „бурна веза између Сема и његовог оца” „убедљива” и напоменуо да главне улоге имају „добру хемију”. Рик Портер из Zap2it-а је сматрао да иако је сезона имала „емотивних тренутака”, она је такође „[протресла] панталоне” гледаоцима „изненађујуће добро”. Такође је веровао да је урађен добар посао у балансирању митолошких епизода са самозакљученим епизодама, упоређујући то са раним сезонама серије Досије икс. Међутим, Ерик Најер из Slant Magazine-а оштро је критиковао самозакључене епизоде због тога што су „скоро потпуно линеарне, без икаквих споредних прича”, а сматрао је да су епизоде углавном „разводњене репризе класичне чудне фикције или популарне урбане легенде”.
Рад на пилот епизоди донео је две номинације за награде Еми за ударне термине 2006. године, композитор Кристофер Ленерц је номинован у категорији „најбоље музичке композиције за серију (у категорији драме)”, а монтажери звука су добили номинацију за „најбољу монтажу звука за серију”. Пилот епизода је такође донела номинацију за награду Златни филм у категорији „најбоље монтаже звука на телевизији: кратка форма — звучни ефекти и фоли”, а рад на епизоди „Спасење” добио је исту номинацију 2007. године. Поред тога, сезона је номинована за награду Сатурн у категорији „најбоље телевизијске серије на мрежи”. На Наградама по избору тинејџера, серија је била номинована за „омиљену дебитантску серију” и Џенсен Аклс за „омиљену нову мушку ТВ звезду”.

### Фусноте
1. ↑  Bianco, Robert (24. 1. 2006). „New CW: We'll have to watch and see”. USA Today. Архивирано из оригинала 15. 8. 2010. г. Приступљено 26. 9. 2009.
2. ↑  „Supernatural: Season 1”. IGN. Архивирано из оригинала 15. 8. 2010. г. Приступљено 26. 9. 2009.
3. 1 2  „Season Program Rankings”. ABC Medianet. 9. 5. 2006. Архивирано из оригинала 15. 8. 2010. г. Приступљено 23. 9. 2009.
4. 1 2 3  „Supernatural”. Academy of Television Arts & Sciences. Архивирано из оригинала 5. 10. 2012. г. Приступљено 23. 9. 2009.
5. 1 2  Stransky, Tanner (6. 9. 2006). „Supernatural: The Complete First Season (2006)”. Entertainment Weekly. Архивирано из оригинала 15. 8. 2010. г. Приступљено 24. 9. 2009.
6. 1 2  Neigher, Eric (10. 10. 2005). „Supernatural: Season One”. Slant. Архивирано из оригинала 15. 8. 2010. г. Приступљено 27. 9. 2009.
7. 1 2  Porter, Rick (5. 9. 2006). „Supernatural: Season One”. Zap2it. Архивирано из оригинала 15. 8. 2010. г. Приступљено 24. 9. 2009.
8. 1 2  Schorn, Peter. „Supernatural – The Complete First Season”. IGN. Архивирано из оригинала 15. 8. 2010. г. Приступљено 5. 10. 2009.
9. ↑  „Weekly Program Rankings”. ABC Medianet. 20. 9. 2005. Архивирано из оригинала 15. 8. 2010. г. Приступљено 23. 9. 2009.
10. ↑  „Weekly Program Rankings”. ABC Medianet. 27. 9. 2005. Архивирано из оригинала 15. 8. 2010. г. Приступљено 23. 9. 2009.
11. ↑  „Weekly Program Rankings”. ABC Medianet. 4. 10. 2005. Архивирано из оригинала 15. 8. 2010. г. Приступљено 23. 9. 2009.
12. ↑  „Weekly Program Rankings”. ABC Medianet. 11. 10. 2005. Архивирано из оригинала 15. 8. 2010. г. Приступљено 23. 9. 2009.
13. ↑  „Weekly Program Rankings”. ABC Medianet. 18. 10. 2005. Архивирано из оригинала 15. 8. 2010. г. Приступљено 23. 9. 2009.
14. ↑  „Weekly Program Rankings”. ABC Medianet. 25. 10. 2005. Архивирано из оригинала 15. 8. 2010. г. Приступљено 23. 9. 2009.
15. ↑  „Weekly Program Rankings”. ABC Medianet. 1. 11. 2005. Архивирано из оригинала 15. 8. 2010. г. Приступљено 23. 9. 2009.
16. ↑  „Weekly Program Rankings”. ABC Medianet. 15. 11. 2005. Архивирано из оригинала 15. 8. 2010. г. Приступљено 23. 9. 2009.
17. ↑  „Weekly Program Rankings”. ABC Medianet. 22. 11. 2005. Архивирано из оригинала 15. 8. 2010. г. Приступљено 23. 9. 2009.
18. ↑  „Weekly Program Rankings”. ABC Medianet. 29. 11. 2005. Архивирано из оригинала 15. 8. 2010. г. Приступљено 23. 9. 2009.
19. ↑  „Weekly Program Rankings”. ABC Medianet. 18. 1. 2006. Архивирано из оригинала 15. 8. 2010. г. Приступљено 23. 9. 2009.
20. ↑  „Weekly Program Rankings”. ABC Medianet. 24. 1. 2006. Архивирано из оригинала 15. 8. 2010. г. Приступљено 23. 9. 2009.
21. ↑  „Weekly Program Rankings”. ABC Medianet. 7. 2. 2006. Архивирано из оригинала 15. 8. 2010. г. Приступљено 23. 9. 2009.
22. ↑  „Weekly Program Rankings”. ABC Medianet. 14. 2. 2006. Архивирано из оригинала 15. 8. 2010. г. Приступљено 23. 9. 2009.
23. ↑  „Weekly Program Rankings”. ABC Medianet. 22. 2. 2006. Архивирано из оригинала 15. 8. 2010. г. Приступљено 23. 9. 2009.
24. ↑  „Weekly Program Rankings”. ABC Medianet. 7. 3. 2006. Архивирано из оригинала 15. 8. 2010. г. Приступљено 23. 9. 2009.
25. ↑  „Weekly Program Rankings”. ABC Medianet. 4. 4. 2006. Архивирано из оригинала 15. 8. 2010. г. Приступљено 23. 9. 2009.
26. ↑  „Weekly Program Rankings”. ABC Medianet. 11. 4. 2006. Архивирано из оригинала 15. 8. 2010. г. Приступљено 23. 9. 2009.
27. ↑  „Weekly Program Rankings”. ABC Medianet. 18. 4. 2006. Архивирано из оригинала 15. 8. 2010. г. Приступљено 23. 9. 2009.
28. ↑  „Weekly Program Rankings”. ABC Medianet. 25. 4. 2006. Архивирано из оригинала 15. 8. 2010. г. Приступљено 23. 9. 2009.
29. ↑  „Weekly Program Rankings”. ABC Medianet. 2. 5. 2006. Архивирано из оригинала 15. 8. 2010. г. Приступљено 23. 9. 2009.
30. ↑  „Weekly Program Rankings”. ABC Medianet. 9. 5. 2006. Архивирано из оригинала 15. 8. 2010. г. Приступљено 23. 9. 2009.
31. 1 2  „On the futon with... "Supernatural" creator Eric Kripke”. The Futon Critic. 4. 10. 2007. Архивирано из оригинала 15. 8. 2010. г. Приступљено 27. 9. 2009.
32. ↑  Најт, 66. стр.
33. ↑  Најт, 140. стр.
34. ↑  „Supernatural Impala”. AppealDemocrat.com. 10. 1. 2008. Архивирано из оригинала 15. 8. 2010. г. Приступљено 24. 9. 2009.
35. 1 2  Најт, 109. стр.
36. ↑  Најт, 26. стр.
37. ↑  Најт, 54. стр.
38. ↑  Најт, стр. 43.
39. ↑  Најт, 47. стр.
40. ↑  Најт, 63. стр.
41. 1 2  Најт, 71. стр.
42. ↑  Најт, 94. стр.
43. ↑  Најт, 82—83. стр.
44. ↑  Најт, 95. стр.
45. ↑  Најт, 82. стр.
46. ↑  Најт, 81. стр.
47. ↑  Најт, 104—05. стр.
48. ↑  Најт, 110. стр.
49. ↑  Најт, 119. стр.
50. ↑  Најт, 27. стр.
51. ↑  Најт, 23—24. стр.
52. ↑  Најт, 45. стр.
53. 1 2  Најт, 37. стр.
54. ↑  Најт, 14. стр.
55. ↑  Најт, 28. стр.
56. 1 2  Најт, 25. стр.
57. ↑  Најт, 60. стр.
58. ↑  Најт, 85. стр.
59. ↑  Најт, 86. стр.
60. ↑  Најт, 150. стр.
61. ↑  Најт, 103. стр.
62. 1 2 3 4  „The Supernatural Music of Christopher Lennertz”. Mania. Demand Media. 27. 7. 2006. Архивирано из оригинала 15. 8. 2010. г. Приступљено 27. 9. 2009.
63. 1 2 3  Најт, 147. стр.
64. ↑  Најт, 59. стр.
65. ↑  Најт, 61. стр.
66. 1 2  Најт, 73. стр.
67. 1 2  Најт, 91—92. стр.
68. ↑  Најт, 21. стр.
69. ↑  Најт, 78. стр.
70. ↑  Најт, 89. стр.
71. ↑  Најт, 113. стр.
72. ↑  „Supernatural Creator Eric Kripke Answers Fan Questions – Part I”. Eclipse Magazine. 23. 4. 2008. Архивирано из оригинала 15. 8. 2010. г. Приступљено 27. 9. 2009.
73. ↑  Supernatural season 3 DVD featurette "From Legends to Reality" (DVD).
74. ↑  „Credits”. EntityFX. Архивирано из оригинала 28. 7. 2010. г. Приступљено 28. 9. 2009.
75. ↑  Најт, 144. стр.
76. ↑  Најт, 34. стр.
77. 1 2  Најт, 48. стр.
78. ↑  Најт, 60—61. стр.
79. ↑  Најт, 20. стр.
80. ↑  Најт, 50—51. стр.
81. ↑  Најт, 52—53. стр.
82. ↑  Најт, 41. стр.
83. ↑  Најт, 29. стр.
84. ↑  Најт, 30. стр.
85. ↑  Најт, 42—43. стр.
86. ↑  Најт, 88—89. стр.
87. ↑  Најт, 56—57. стр.
88. ↑  Најт, 121. стр.
89. ↑  Најт, 121——22. стр.
90. ↑  Warner Bros. (јун 2005). „Supernatural”. Архивирано из оригинала (press release) 15. 8. 2010. г. Приступљено 6. 10. 2009.
91. ↑  Claustro, Lisa (17. 11. 2007). „'Supernatural' Stars Presented with Honorary Coin on Veteran's Day”. BuddyTV. Архивирано из оригинала 15. 8. 2010. г. Приступљено 24. 9. 2009.
92. ↑  „Critic Reviews for Supernatural Season 1”. Metacritic. Архивирано из оригинала 7. 1. 2012. г. Приступљено 17. 2. 2015.
93. ↑  „Supernatural: Season 1 (2005-2006)”. Rotten Tomatoes. Архивирано из оригинала 9. 2. 2015. г. Приступљено 25. 4. 2020.
94. ↑  „Best TV Shows of 2005”. Metacritic. Архивирано из оригинала 15. 8. 2010. г. Приступљено 27. 9. 2009.
95. ↑  „2006 Golden Reel Award Nominees & Recipients: Television”. Motion Picture Sound Editors. Архивирано из оригинала 15. 8. 2010. г. Приступљено 23. 9. 2009.
96. ↑  „2007 Golden Reel Award Nominees: Television”. Motion Picture Sound Editors. Архивирано из оригинала 15. 8. 2010. г. Приступљено 23. 9. 2009.
97. ↑  „SITH Leads Nomination List for 32nd Annual Saturn Awards”. Mania. Demand Media. 15. 2. 2006. Архивирано из оригинала 15. 8. 2010. г. Приступљено 9. 10. 2009.
98. ↑  Fox (30. 6. 2006). „Before Teens Hit the Beach This Weekend They Can Decide Which Celebrities Deserve Surfboards on "Teen Choice 2006" Airing Live Sunday, August 20, on Fox”. Архивирано из оригинала (press release) 15. 8. 2010. г. Приступљено 9. 10. 2009.